# Julian Scriabine
Pour les articles homonymes, voir Scriabine (homonymie).
Julian Scriabine (en russe : Юлиан Александрович Скрябин) est un compositeur prodige russe, né le 12 février 1908 à Lausanne (Suisse) et mort le 22 juin 1919 à Irpin (oblast de Kiev).
Il meurt noyé dans le fleuve Dniepr, à l’âge de 11 ans.

## Biographie
Julian Scriabine naît le 12 février 1908. Son père est le compositeur et pianiste russe Alexandre Scriabine ; sa mère est Tatiana de Schloezer.
Julian Scriabine est formé par son père à la pratique du piano et commence très jeune à composer, ce qui le fait considérer comme un prodige. Comme sa vie est courte, ses œuvres sont évidemment rares, quelques préludes — dont deux ont été publiés dans Сборник (Sbornik) — et montrent de grandes promesses.
Quatre ans après la mort de son père, il se noie le 22 juin 1919 à Irpin, près de Kiev, dans le Dniepr où son corps est retrouvé.